# Fechtweltmeisterschaften 1971
Die 24. Fechtweltmeisterschaft fand 1971 in Wien statt. Es wurden acht Wettbewerbe ausgetragen, sechs für Herren und zwei für Damen.

## Herren

### Florett, Einzel
| Platz | Land | Sportler            |
| ----- | ---- | ------------------- |
| 1     | URS  | Wassyl Stankowytsch |
| 2     | POL  | Marek Dąbrowski     |
| 3     | URS  | Leonid Romanow      |

### Florett, Mannschaft
| Platz | Land        | Sportler                                                                                   |
| ----- | ----------- | ------------------------------------------------------------------------------------------ |
| 1     | Frankreich  | Jean-Claude Magnan, Bernard Talvard, Christian Noël, Daniel Revenu, Bruno Boscherie        |
| 2     | Polen       | Witold Woyda, Marek Dąbrowski, Jerzy Kaczmarek, Lech Koziejowski, Adam Lisewski            |
| 3     | Sowjetunion | Wassyl Stankowytsch, Leonid Romanow, Anatoli Koteschew, Wiktor Putjatin, Wladimir Denissow |

### Degen, Einzel
| Platz | Land | Sportler        |
| ----- | ---- | --------------- |
| 1     | URS  | Hryhorij Kriss  |
| 2     | ITA  | Nicola Granieri |
| 3     | SWE  | Rolf Edling     |

### Degen, Mannschaft
| Platz | Land        | Sportler                                                                                 |
| ----- | ----------- | ---------------------------------------------------------------------------------------- |
| 1     | Ungarn      | Csaba Fenyvesi, Győző Kulcsár, Zoltán Nemere, Pál Schmitt, Sándor Erdős                  |
| 2     | Sowjetunion | Alexei Nikantschikow, Wiktor Modsolewski, Serhij Paramonow, Igor Valetov, Hryhorij Kriss |
| 3     | Schweden    | Per Sundberg, Rolf Edling, Carl von Essen, Hans Jacobson, Orvar Jönsson                  |

### Säbel, Einzel
| Platz | Land | Sportler        |
| ----- | ---- | --------------- |
| 1     | ITA  | Michele Maffei  |
| 2     | POL  | Jerzy Pawłowski |
| 3     | URS  | Wiktor Sidjak   |

### Säbel, Mannschaft
| Platz | Land        | Sportler                                                                                   |
| ----- | ----------- | ------------------------------------------------------------------------------------------ |
| 1     | Sowjetunion | Mark Rakita, Wiktor Sidjak, Eduard Winokurow, Wladimir Naslymow, Sergej Prihogyko          |
| 2     | Ungarn      | Péter Bakonyi, Tibor Pézsa, Péter Marót, Miklós Meszéna, Tamás Kovács                      |
| 3     | Italien     | Mario Aldo Montano, Rolando Rigoli, Michele Maffei, Cesare Salvadori, Mario Tullio Montano |

## Damen

### Florett, Einzel
| Platz | Land | Sportlerin             |
| ----- | ---- | ---------------------- |
| 1     | FRA  | Marie-Chantal Demaille |
| 2     | HUN  | Ildikó Rejtő           |
| 3     | ROU  | Ana Pascu              |

### Florett, Mannschaft
| Platz | Land        | Sportlerinnen                                                                                         |
| ----- | ----------- | --- |
| 1     | Sowjetunion | Galina Gorochowa, Jelena Belowa, Alexandra Sabelina, Swetlana Tschirkowa, Nadja Iwanowa               |
| 2     | Ungarn      | Ildikó Rejtő, Ildikó Schwarczenberger-Tordasi, Ildikó Bóbis, Mária Szolnoki, Judit Ágoston-Mendelényi |
| 3     | Polen       | Krystyna Urbańska, Halina Balon, Elżbieta Franke, Anna Rzymowska, Barbara Wysoczańska                 |